# Omloop van het Waasland 1969
 De 5e editie van de Belgische wielerwedstrijd Omloop van het Waasland vond plaats op 15 maart 1969. De start en finish vonden plaats in Kemzeke. De winnaar was Jean-Claude Genty, gevolgd door Julien De Locht en Eric De Vlaeminck.

## Uitslag
| Omloop van het Waasland 1969 |                   |                           |         |
| Plaats                       | Naam              | Ploeg                     | Tijd    |
| Winnaar                      | Jean-Claude Genty | Bic                       | 4u15'0" |
| 2                            | Julien De Locht   | Faema                     | 10"     |
| 3                            | Eric De Vlaeminck | Flandria-De Clerck-Krüger | z.t.    |

1965 · 1966 · 1967 · 1968 · 1969 · 1970 · 1971 · 1972 · 1973 · 1974 · 1975 · 1976 · 1977 · 1978 · 1979 · 1980 · 1981 · 1982 · 1983 · 1984 · 1985 · 1986 · 1987 · 1988 · 1989 · 1990 · 1991 · 1992 · 1993 · 1994 · 1995 · 1996 · 1997 · 1998 · 1999 · 2000 · 2001 · 2002 · 2003 · 2004 · 2005 · 2006 · 2007 · 2008 · 2009 · 2010 · 2011 · 2012 · 2013 · 2014 · 2015 · 2016 · 2017 · 2018 · 2019 · 2020 · 2021 · 2022 · 2023 · 2024